# 圣佩德罗-达阿尔德亚
圣佩德罗-达阿尔德亚（葡萄牙語：São Pedro da Aldeia）是巴西里约热内卢州的一个市镇。总面积340平方公里，总人口84866人，人口密度249.6人/平方公里。